# Велика Нойда
Велика Нойда (англ. Greater Noida, GN, гінді ग्रेटर नोएडा) — місто в індійському штаті Уттар-Прадеш, частина агломерації Делі, розташоване за 40 км він Нью-Делі і за 20 км від міста Нойда. Місто було сплановано щоб прийняти зростаюче населення Національного столичного регіону і зараз (станом на 2010 рік) знаходиться в процесі розвитку.